# Drogeriewarenzeitung
Die Drogeriewarenzeitung (DWZ) war eine Fachzeitschrift für die Drogeriewarenbranche. Die DWZ erschien alle zwei Monate als Handelsfachzeitschrift für Drogerien, Parfümerien, Drogeriemärkte, Warenhäuser sowie die Drogeriewaren-Industrie in Deutschland.
Die erste gedruckte DWZ erschien im November 2004 und wurde seitdem von der Medienagentur Wintherburg mit Sitz in München herausgegeben. Herausgeber und Verleger war Alexander Schwaab. 2007 wurde die seit 1945 erscheinende Deutsche Drogisten Zeitung (DDZ) gekauft und in die DWZ integriert, da beide Objekte die gleichen Zielgruppen hatten. Ebenfalls seit 2007 war die DWZ auch das offizielle Informationsmedium des Verbandes Deutscher Drogisten, in dem sich deutsche Drogeriemärkte sowie Drogerien/Parfümerien organisieren. Ab Januar 2015 erschien die DWZ als digitale Fachzeitschrift (PDF) in zwei Versionen: Als kostenlose aber inhaltlich gekürzte „DWZ-Kompakt“ für jedermann und als kostenpflichtige, vollständige „DWZ“ für Abonnenten. Ab Mai 2017 erschien die DWZ als Internet-Portal das für Jedermann zugänglich war, was die Verbreitung der DWZ-Beiträge deutlich erhöhte. Da viele ältere Mitglieder des Drogistenverbandes jedoch keinen Internetzugang besaßen endete auch die Zusammenarbeit mit dem Verband deutscher Drogisten VDD. Die Veröffentlichung von Beitragen war nun täglich möglich, begleitet von einem wöchentlichen Newsletter per E-Mail, den jedermann kostenlos abonnieren konnte. Nach dem tragischen Tod der Mitarbeiterin Katja Huster im Dezember 2020 und einer wirtschaftlichen Umorientierung der Medienagentur Wintherburg wurde das DWZ-Portal zum 31. Dezember 2023 vom Verleger Alexander Schwaab eingestellt.

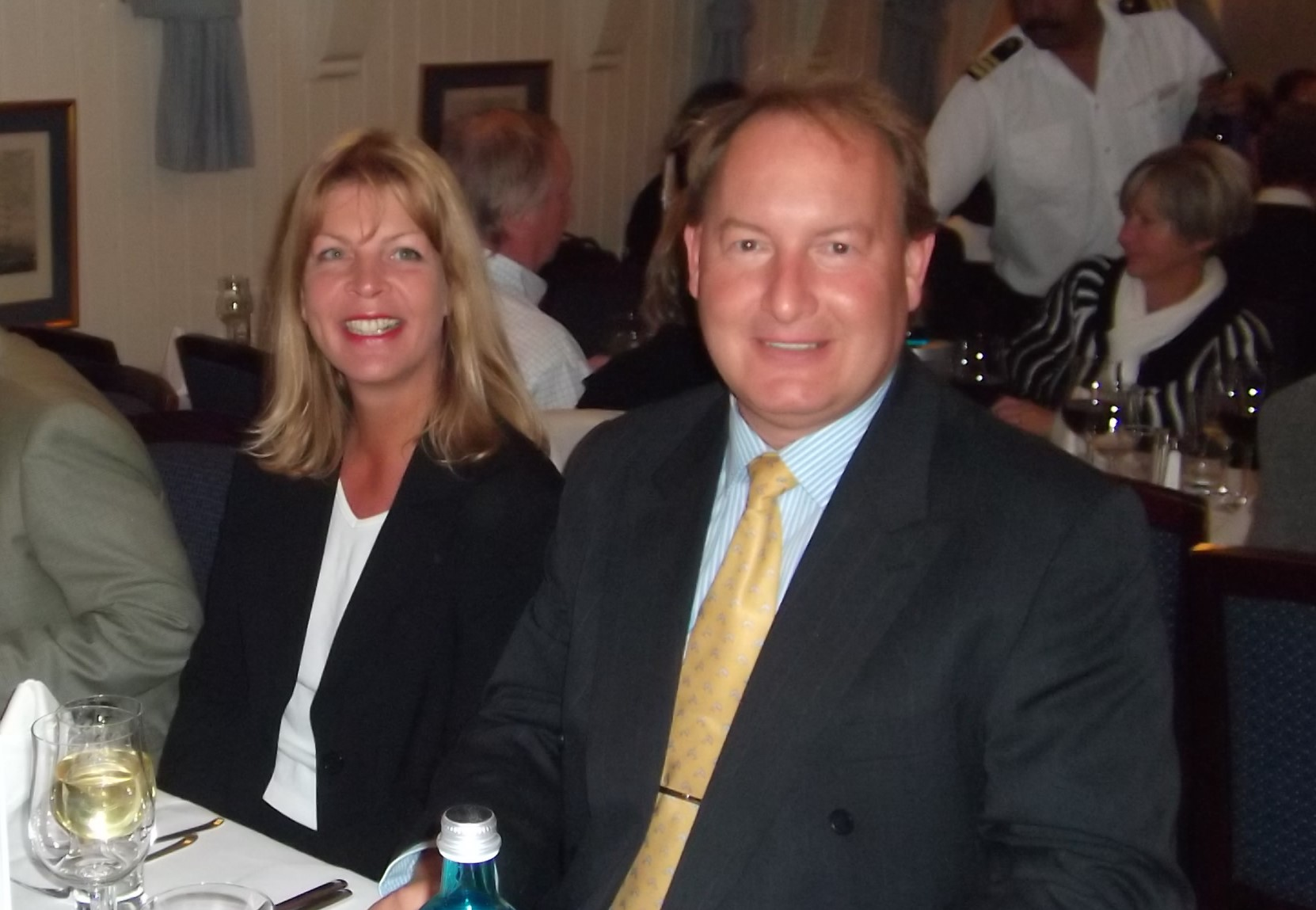
Katja Huster und Alexander Schwaab auf dem Deutschen Drogistentag 2011 in Hamburg